# Ci sarò
Ci sarò è un singolo del cantautore italiano Alfa, pubblicato il 24 settembre 2021 con doppia etichetta Wanderlust Society e Artist First.

## Descrizione
Il brano, scritto dallo stesso cantautore, è prodotto da Julien Boverod, in arte Jvli.

## Video musicale
Il video musicale, diretto da Guido Bregante e Tommaso Bordonaro, è stato pubblicato il 5 ottobre 2021 attraverso il canale YouTube del cantautore e ha visto la partecipazione di Giada Palumbo.

## Tracce
Testi di Andrea De Filippi, musiche di Andrea De Filippi, Iacopo Sinigaglia e Julien Boverod.
1. Ci sarò – 3:00

## Classifiche
| Classifica (2021) | Posizione massima |
| ----------------- | ----------------- |
| Italia            | 97                |